# Columbia, Alabama
Columbia là một thị trấn thuộc quận Houston, tiểu bang Alabama, Hoa Kỳ. Dân số năm 2009 là 853 người, mật độ đạt 84 người/km².